# 麻田贞雄
麻田贞雄（日语：麻田 貞雄，1936年1月29日—2019年2月4日），日本的历史学者，同志社大学名誉教授，专门研究的领域是美国外交史和美日关系史。